# Matěj Jurásek
Matěj Jurásek (* 30. srpna 2003 Karviná) je český profesionální fotbalista, který hraje na pozici křídelníka za anglický klub Norwich City FC a za český národní tým.

## Klubová kariéra
Matěj Jurásek je odchovancem MFK Karviná. V létě 2018 přešel do akademie SK Slavia Praha.

### Slavia Praha
Svého debutu v dresu Slavie se mládežnický reprezentant dočkal 21. listopadu 2020, když v 79. minutě ligového utkání proti SFC Opava vystřídal Petera Olayinku, a o týden později se poprvé objevil v základní sestavě Slavie při remíze 1:1 se Zbrojovkou Brno. 10. prosince debutoval také v pohárové Evropě, nastoupil do závěru utkání základní skupiny Evropské ligy proti Bayeru Leverkusen. Ve zbytku podzimní části sezony do dalšího zápasu nenastoupil.

#### Vlašim (hostování)
V únoru 2021 odešel na půlroční hostování do druholigové Vlašimi. V jarní části sezony 2020/21 Jurásek pravidelně nastupoval, odehrál 13 druholigových utkání, ve kterých si připsal jednu branku a tři asistence.

#### Karviná (hostování)
Podzimní část sezóny 2021/22 strávil Jurásek na hostování ve své rodné Karviné. Mládežnický reprezentant se ale nedokázal prosadit do základní sestavy a odehrál jen 10 soutěžních utkání, v nichž vstřelil 1 branku.

#### Vlašim (druhé hostování)
Na jaro 2022 se vrátil na půlroční hostování do Vlašimi. Pod trenérem Martinem Hyským pravidelně nastupoval, dvěma brankami a čtyřmi asistencemi pomohl klubu k postupu do baráže o první ligu. V ní ale Vlašim po výsledcích 0:3 a 2:2 nestačila na prvoligové Teplice.

#### Návrat do Slavie
Před začátkem sezony 2022/23 se vrátil do pražského klubu. Dne 6. listopadu 2022 vstřelil Jurásek své první dva góly v dresu Slavie, a to doma proti Baníku Ostrava. Na hřiště přišel jako střídající hráč po 70 minutách za stavu 1:1. Jeho góly rozhodly o výhře Slavie 3:1. 29. ledna 2023 Jurásek dvěma brankami pomohl k výhře 5:1 nad Jabloncem. V sezóně 2022/23 se Jurásek stal jedním z klíčových hráčů Slavie, a to stále ve věku pouhých 19 let, když odehrál za slávistické "áčko" 31 utkání, v nichž vstřelil 7 branek a na dalších 6 přihrál. 3. května nastoupil také do vítězného finále českého poháru proti pražské Spartě.
V ročníku 2023/24 přišel Jurásek o své místo v základní sestavě trenéra Jindřicha Trpišovského. 31. srpna gólem v odvetném utkání čtvrtého předkola Evropské ligy proti ukrajinské Zorje Luhansk pomohl k postupu do základní skupiny. 14. března 2024 skóroval Jurásek při prohře 1:3 v osmifinále Evropské ligy proti AC Milán. V průběhu sezony 2023/24 nastoupil dohromady do 33 soutěžních utkání, dal 8 branek a přidal 3 asistence. Svými výkony si vysloužil nominaci na EURO 2024.
V podzimní části sezony 2024/25 nastupoval Jurásek pravidelně z lavičky náhradníků. Dohromady nastoupil do 24 utkání, vstřelil 5 branek a přidal 1 asistenci.

### Norwich City
V lednu 2025 přestoupil do druholigového anglického klubu Norwich City. S Kanárky podepsal smlouvu do června 2030. Svůj debut si odbyl 11. února, kdy nastoupil jako střídající hráč při prohře 0:1 s Prestonem.

## Reprezentační kariéra
Jurásek je bývalým českým mládežnickým reprezentantem. V březnu 2023 byl poprvé povolán do seniorské reprezentace na zápasy kvalifikace na EURO 2024 proti Polsku a Moldavsku.
Svého debutu se však dočkal až o rok později. Pod novým trenérem Ivanem Haškem poprvé nastoupil v reprezentačním dresu 26. března 2024 při výhře 2:1 nad Arménií. 7. června vstřelil svůj první reprezentační gól, a to při výhře 7:1 nad Maltou.
V červnu 2024 byl nominován na závěrečný turnaj EURO 2024. Jurásek nastoupil do dvou utkání jako střídající hráč, branku nevstřelil. Češi na turnaji získali jeden bod a nepostoupili do vyřazovací fáze.